# Sainte-Lheurine
Sainte-Lheurine é uma comuna francesa localizada no departamento de Charente-Maritime na região administrativa da Nova Aquitânia, no sudoeste da França.